# لاميون متمادي
لاميون متمادي (الاسم العلمي: Lamium confertum) هو نوع من النباتات يتبع جنس اللاميون من الفصيلة الشفوية.